# Nižná Slaná
Nižná Slaná és un poble i municipi d'Eslovàquia. Es troba a la regió de Košice, a l'est del país.

## Història
La primera referència escrita de la vila data del 1360.

## Demografia
| Godina             | 1994 | 2004    | 2014   | 2024   |
| ------------------ | ---- | ------- | ------ | ------ |
| Nombre de persones | 1073 | 1207    | 1247   | 1240   |
| Diferència         |      | +12,48% | +3,31% | −0,56% |

| Godina             | 2023 | 2024   |
| ------------------ | ---- | ------ |
| Nombre de persones | 1248 | 1240   |
| Diferència         |      | −0,64% |